# Tetraplosphaeria yakushimensis
Tetraplosphaeria yakushimensis är en svampart som beskrevs av Kaz. Tanaka, K. Hiray. & Hosoya 2009. Tetraplosphaeria yakushimensis ingår i släktet Tetraplosphaeria och familjen Tetraplosphaeriaceae.   Inga underarter finns listade i Catalogue of Life.